# Osteótomos
Los osteótomos son instrumentos quirúrgicos de uso manual, utilizados en la práctica odontológica para llevar a cabo la técnica de la elevación sinusal por penetración compresiva.

## Uso de los osteótomos
El maxilar, ya sea en pacientes parciales o completamente desdentados, puede presentar una disminución ósea en altura o en anchura, a la hora de llevar a cabo la colocación de los implantes necesarios. Teniendo en cuenta este hecho, el estudio individualizado de cada uno de los casos clínicos de los pacientes no se limitará, únicamente, a la posibilidad real quirúrgica de colocar un implante sobre el hueso disponible, sino a la creación del reborde alveolar mediante el uso de injertos óseos, regeneración tisular guiada o procedimientos de expansión ósea.
En este sentido, otro problema que podemos encontrar deriva de la calidad de hueso que existe en la zona posterior del maxilar superior, menos denso, más medular y fino que en la mandíbula. Para tratar esta desventaja, el Doctor Summers desarrolló, en 1994, un procedimiento quirúrgico, mediante la condensación y compactación de las trabéculas del hueso esponjoso del maxilar superior. Este tipo de defecto se localiza predominantemente en todo el reborde del maxilar superior, aunque más comúnmente en las zonas desdentadas posteriores. Se trata de casos clínicos en los que los pacientes presentan insuficiente altura y anchura ósea, oscilando entre los 5 y los 8 mm, y que además, presentan un déficit de anchura ósea de aproximadamente 1.5 a 2.5 mm.
Mediante el procedimiento del ensanchamiento alveolar, en el que se combinan fresas de 2 mm de diámetro y osteotomos compresivos de diferentes alturas, que permiten que las corticales vestibular y lingual o palatina puedan ser separadas para la inserción de los implantes, se consigue una anchura idónea de 4 a 5 mm. En ocasiones es posible lograr una altura importante, que puede llegar incluso hasta los 13 mm.
En la mayor parte de estos casos, la cirugía de colocación de los implantes se realiza simultáneamente al ensanchamiento de la cresta. El ensanchamiento de la cresta con osteotomos tiene por objetivo aumentar la anchura para permitir la colocación de implantes durante la cirugía de expansión. Tanto en los casos en los que la técnica se hace de forma inmediata, con la colocación de los implantes en la misma cirugía, como en los que la colocación se hace de forma diferida, los tejidos blandos podrán ser manipula¬dos para obtener un perfil de emergencia más correcto.